# Symploce digitifera
Symploce digitifera är en kackerlacksart som beskrevs av Rehn, J. A. G. 1922. Symploce digitifera ingår i släktet Symploce och familjen småkackerlackor. Inga underarter finns listade i Catalogue of Life.